# Hydractinia reticulata
Hydractinia reticulata är en nässeldjursart som först beskrevs av Wright 1861.  Hydractinia reticulata ingår i släktet Hydractinia och familjen Hydractiniidae. Inga underarter finns listade i Catalogue of Life.